# Service historique de la Défense

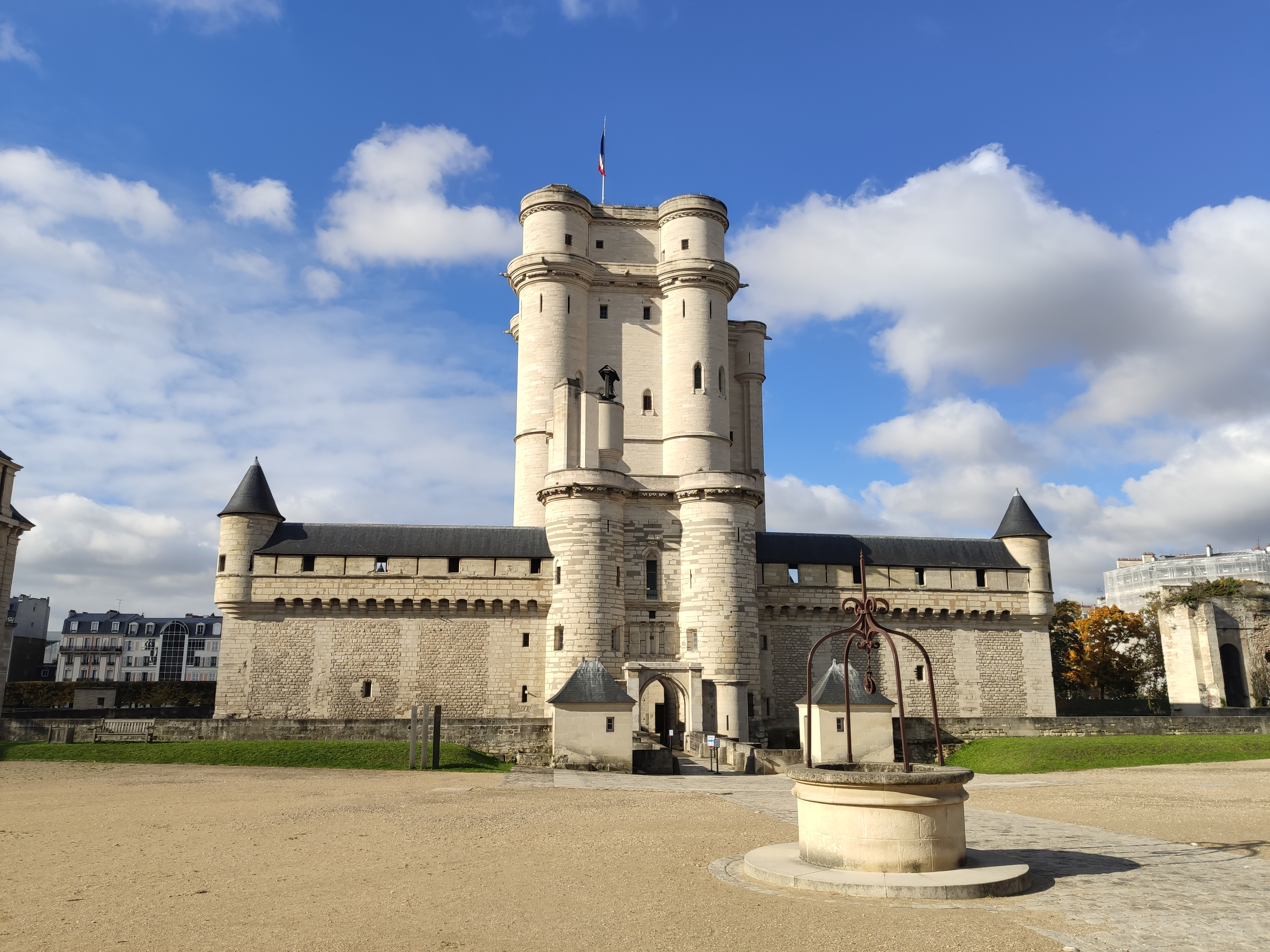
In Teilen des Schlosses von Vincennes befindet sich ein Teil des französischen SHD

Der Service historique de la Défense (SHD) ist das zentrale Archiv des französischen Verteidigungsministeriums und der französischen Armee. Es wurde mit Gesetz vom 17. Januar 2005 geschaffen.

## Aufgaben
Der SHD, ein Dienst mit nationaler Zuständigkeit, ist der „direction de la mémoire, du patrimoine et des archives“ angegliedert, einer der Direktionen des „Secrétariat général pour l’administration“ (SGA) des französischen Verteidigungsministeriums. 
Der SHD umfasst 
- das Centre historique des archives in Vincennes und
- das Centre des archives de l’armement et du personnel in Châtellerault.

Insgesamt verwahrt der SHD 300 Regalkilometer Archivmaterialien, davon 100 km in Vincennes und 70 km in Châtellerault. Der SHD ist damit das zweitgrößte Archiv in Frankreich. 
Der SHD besitzt auch eine der bedeutendsten Bibliotheken in Frankreich. Sie umfasst mehr als eine Million Bände (16. bis 20. Jahrhundert) und ist auf Militärgeschichte spezialisiert. Neben seltenen Editionen und Prachtbänden bewahrt sie zahlreiche Manuskripte (darunter das Erdkundeheft des Schülers Ludwig XVI.) und Originale alter Karten und Pläne. 

## Sonstiges
Das Pendant des SHD ist in Deutschland das Bundesarchiv-Militärarchiv in Freiburg; dieses übernahm nach der Wiedervereinigung auch das Militärarchiv Potsdam, das Militärarchiv der DDR. Näheres siehe Militärarchiv. 